# ميخائيل هاس
ميخائيل هاس (بالإنجليزية: Michael Haas) هو عالم سياسة أمريكي، ولد في 26 مارس 1938 في ديترويت في الولايات المتحدة.